# Lilly Palmer
Sonja Melanie Rauschenbach (5 april 1999), beter bekend onder haar artiestennaam Lilly Palmer, is een Duits dj en producer.

## Biografie
Palmer werd geboren in de buurt van Neurenberg. Haar biologische moeder kwam op jonge leeftijd te overlijden, waarna ze opgroeide bij pleegouders in Zürich. Op zeventienjarige leeftijd begon Palmer met het maken van elektronische muziek. Ze begon in de clubscene van Zürich en trad vanaf 2016 op verschillende festivals, waaronder Southside Festival en Hurricane Festival, op. In 2023 mocht Palmer een dj-set geven op Tomorrowland.
Ze staat onder contract op het label Drumcode. In 2024 tekende ze platencontract bij Kontor Records en Armada Music. Hetzelfde jaar trad Palmer ook op het Amsterdam Dance Event en het festival Mysteryland op.

## Trivia
In 2022 streamde Palmer een dj-set vanuit het European Space Research and Technology Centre. In haar track You Are My Guide uit 2023 zijn ook geluidssamples van de ExoMars-rover verwerkt.

## Discografie

### Singles
| Jaar | Titel                                         |
| ---- | --------------------------------------------- |
| 2017 | Teaser                                        |
| 2018 | Before Acid                                   |
| 2018 | Resolute                                      |
| 2019 | Master                                        |
| 2020 | Slaves to Technology                          |
| 2021 | Vertigo                                       |
| 2021 | Aether                                        |
| 2021 | Temptation                                    |
| 2022 | We Control                                    |
| 2022 | Resonate                                      |
| 2023 | I Am Machine                                  |
| 2023 | Fall in Love                                  |
| 2023 | Crave                                         |
| 2023 | You Are My Guide                              |
| 2023 | The Violator                                  |
| 2023 | My Fantasy                                    |
| 2024 | Hare Ram                                      |
| 2024 | Gasoline                                      |
| 2024 | New Generation                                |
| 2024 | Endless Nights                                |
| 2024 | All You Got To Do                             |
| 2024 | Hype Boy                                      |
| 2024 | Dooms Night (met Azzido Da Bass en Timo Maas) |